# Wjaczesław Kyryłenko
Wjaczesław Anatolijowycz Kyryłenko, ukr. В'ячеслав Анатолійович Кириленко (ur. 7 czerwca 1968 w miejscowości Poliśke w obwodzie kijowskim) – ukraiński polityk, z wykształcenia filozof, parlamentarzysta, minister i wicepremier.

## Życiorys
Absolwent Uniwersytetu Kijowskiego, uzyskał stopień kandydata nauk filozoficznych. W 1998 wybrany po raz pierwszy na deputowanego do Rady Najwyższej, reelekcję uzyskiwał w 2002, 2006 i 2007. Pełnił funkcję ministra pracy i polityki socjalnej w rządzie Julii Tymoszenko, następnie był wicepremierem w rządzie Jurija Jechanurowa. Należał do Ludowego Ruchu Ukrainy (przewodniczył organizacji młodzieżowej tego ugrupowania), następnie do Ukraińskiej Partii Ludowej. W 2005 przystąpił do Ludowego Związku „Nasza Ukraina”. Od 2007 do 2008 przewodniczył tej partii, objął też stanowisko przewodniczącego rady politycznej bloku Nasza Ukraina-Ludowa Samoobrona. W 2009 stanął na czele nowej partii Za Ukrainę!, a w 2012 obronił mandat poselski z listy Batkiwszczyny. W 2014 dołączył do Frontu Ludowego, ponownie został wybrany też do Rady Najwyższej. W grudniu tegoż roku wszedł następnie w skład drugiego gabinetu Arsenija Jaceniuka jako wicepremier i minister kultury. W powołanym w kwietniu 2016 rządzie Wołodymyra Hrojsmana objął natomiast stanowisko wicepremiera, które zajmował do sierpnia 2019.

## Odznaczenia
- Order Księcia Jarosława Mądrego V klasy (2009)[5]